# Солонець Великий
Солонець Великий — річка в Україні, у Сторожинецькому районі Чернівецької області, права притока Малого Серету (басейн Дунаю).

## Опис
Довжина річки приблизно 8 км. Формується з багатьох безіменних струмків.

## Розташування
Бере початок на південній стороні від села Мигове. Тече переважно на північний схід і в селі Банилів-Підгірний впадає у річку Малий Серет, праву притоку Серету. 
Річку перетинає автомобільна дорога Т 2624.